# 長井村太
長井 村太（ながい むらた、1879年〈明治12年〉9月25日 - 没年不明）は、明治から昭和期の三井財閥の実業家、銀行家。 

## 経歴
長野県生まれ。1902年（明治35年）、明治法律学校（現・明治大学）卒業。判事検事登用試験に合格し判事となる。後に三井財閥に転じ、三井銀行に入行。同期に万代順四郎（全国銀行協会連合会会長、三井銀行会長）など。米山梅吉（貴族院勅選議員、三井信託初代社長）の薫陶を受け、京都支店、大阪西支店、門司支店、下関支店などの各支店長を務める。更に三井本社にて「重役待遇」となり、当時の三井家の最高議決機関である三井家同族会の主事を務めた他、三井生命保険、富士写真フイルムなどの監査役、上田日本無線会長など、三井財閥系企業の要職を歴任した。
親族には、長井盛至（実弟、労働省労働基準局長、国立病院機構南横浜病院名誉院長、勲二等）、小平三郎（義弟、小池銀行常務、小池証券専務）などがいる。